# Nueva Taipéi
Nueva Taipéi (en chino: 新北市; pinyin: Xīnběi Shì, literalmente: la nueva ciudad del norte) es la ciudad más poblada en la República de China. La zona incluye un tramo importante de la costa norte de Taiwán, y rodea la cuenca de Taipéi. Nuevo Taipéi rodea completamente la capital del país Taipéi. Limita con la provincia de Taiwán en varias direcciones, al noreste con Keelung, al suroeste con Taoyuan y al sureste con el condado de Yilan. Su área es de 2.052,57 km² y su población es de 3.907.000 habitantes (2015).
La ciudad de Nuevo Taipéi había sido administrada como condado (台北縣) de la provincia de Taiwán hasta su reorganización como un municipio independiente el 25 de diciembre de 2010. Inicialmente, la versión al inglés fue Xinbei. El nuevo alcalde Eric Chu (朱立倫) pidió modificar el nombre a Ciudad Nueva Taipéi. El Ministerio del Interior (MOI) aprobó la solicitud el 31 de diciembre.

## Administración
Nueva Taipéi se convirtió en un municipio independiente de Taipéi en 2010. La ciudad de Nuevo Taipéi se divide en 29 distritos, que a su vez se dividen en 1.017 villas y que estos a su vez se dividen en 21.683 barrios:
- Bali 八里區
- Banqiao 板橋區
- Gongliao 貢寮區
- Jinshan 金山區
- Linkou 林口區
- Luzhou 蘆洲區
- Pinglin 坪林區
- Pingxi 平溪區
- Ruifang 瑞芳區
- Sanchong 三重區
- Sanxia 三峽區
- Sanzhi 三芝區
- Shenkeng 深坑區
- Shiding 石碇區
- Shimen 石門區
- Shuangxi 雙溪區
- Shulin 樹林區
- Taishan 泰山區
- Tamsui 淡水區
- Tucheng 土城區
- DWanli 萬里區
- Wugu 五股區
- Wulai 烏來區
- Xindian 新店區
- Xinzhuang 新莊區
- Xizhi 汐止區
- Yingge 鶯歌區
- Yonghe 永和區
- Zhonghe 中和區